# Javel (stanice RER v Paříži)
Javel [žavel] je nádraží příměstské železnice RER v Paříži, které se nachází v 15. obvodu na nábřeží Seiny ve čtvrti Javel. Slouží pro linku RER C. Podzemním tunelem je propojen se stanicí Javel – André Citroën, kde je možné přestoupit na linku 10 pařížského metra. V roce 2005 činil počet denních pasažérů 7 500–15 000 a vlaků 250–500.

## Historie
Nádraží bylo otevřeno 12. dubna 1900 u příležitosti světové výstavy na železniční trati vedoucí ze západní části Francie do Paříže na nádraží Invalides. Trať byla při vstupu do Paříže umístěna v příkopu podél Seiny, aby se odstranily všechny železničních přejezdy. Stanice byla při svém otevření pojmenována Pont Mirabeau podle nedalekého mostu. Autorem stavby, stejně jako i dalších nádraží na trati, byl architekt Juste Lisch (1828–1910).
Budova má tvar pagody umístěné na úrovni ulice nad kolejištěm, kam je přístup po dvou schodištích po stranách. Od roku 1937 je jedinou dochovanou nádražní budovou v tomto úseku, která doposud slouží svému původnímu účelu.
Od 26. září 1979 slouží nádraží pro linku RER C a získalo svůj současný název.